# Souvlaki

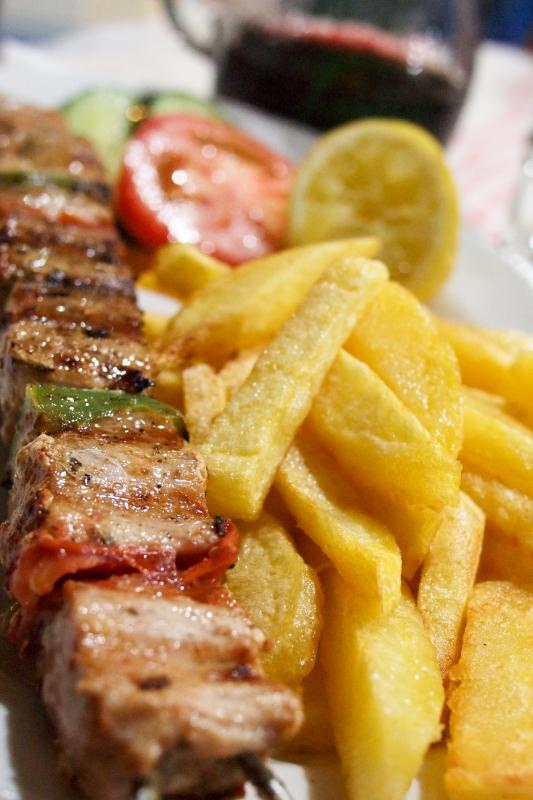
Souvlaki com batata frita

Souvlaki (em grego: σουβλάκι, plural souvlakia) é um tipo de fast food comum na Grécia, que consiste em pequenas espetadas grelhadas de pequenos pedaços de carne e vegetais. Pode ser servido apenas no palito, para ser comido com as mãos, em um sanduíche com pita, guarnição e molhos ou no prato, com batatas fritas ou arroz pilaf.